# Centrala gränsvärdessatsen
Den centrala gränsvärdessatsen är en fundamental sats inom statistik. Enligt centrala gränsvärdessatsen gäller att om man adderar ett stort antal oberoende slumpmässiga variabler, eventuellt med olika sannolikhetsfördelningar, men med ändliga varianser, kommer summan att gå mot en normalfördelning.
Låt X1, X2, ... vara en oändlig följd av oberoende och likafördelade stokastiska variabler med väntevärde μ och med standardavvikelse σ > 0. Låt den stokastiska variabeln
{\displaystyle Y_{n}=X_{1}+X_{2}+\ldots +X_{n}}
beteckna summan av de första n stokastiska variablerna i följden.
Då gäller att
{\displaystyle \lim _{n\rightarrow \infty }\;P\left(a<{\frac {Y_{n}-n\mu }{\sigma {\sqrt {n}}}}\leq b\right)=\Phi (b)-\Phi (a)}
där {\displaystyle \Phi (a)} betecknar fördelningssfunktionen för en standardiserad normalfördelning.

Fördelningen för andelen kronor vid slantsingling från en till tolv gånger.

Till exempel gäller att om ett stort antal tärningar kastas så är summan ungefär normalfördelad. Samma sak händer vid slantsingling.